# パ・リーグTV
パ・リーグTV（パ・リーグ ティーヴィー）は、パシフィックリーグマーケティングが運営し、日本プロ野球のパシフィック・リーグ（パ・リーグ）の試合を動画配信するインターネットテレビサービスである。略称は「パテレ」「パTV」。

## 概要
古くから日本におけるプロ野球中継はテレビ放送を主体としているが、相対的な中継数の減少を受けて、パ・リーグの各球団は普及が進んでいるインターネットを活用した動画配信サービスを行うことになった。
当初はソフトバンク（福岡ソフトバンクホークスの親会社）の連結子会社・GTエンターテインメント と提携し、ソフトバンクグループに当たるYahoo! JAPAN内の『Yahoo!動画』にてパ・リーグの公式戦（クライマックスシリーズを含む）、及びセ・パ交流戦のうちパ・リーグ側の主管ゲームの全試合を無料で配信した。
2004年の西武ライオンズ（当時）を初めとして、配信を行う球団は年々増加。
2007年5月14日にはパ・リーグの各球団が出資する「パシフィックリーグマーケティング株式会社」が設立され、全球団のゲームが配信されるようになった。
2008年には従来型携帯電話による生中継配信サービス「プロ野球24」が開始された。
2010年3月19日にはYahoo!動画とGyaOが統合されたのを機に、有料会員制の『パ・リーグライブTV』と題した独自のウェブサイトを開設。また、この翌年・2011年からはオープン戦もラインナップに組み込まれた（本拠地以外の地方開催時は、その一部を除く）。
2012年には現在の『パ・リーグTV』に改題 し、パソコンのほかスマートフォン・タブレット端末・VODにも対応した。パソコン版は3試合同時に視聴することができるなど、バージョンアップが施された。配信はFlash Video形式で、ウェブブラウザを介して視聴する形式となる。
2015年に富士通と提携し、動画検索を更に向上させた映像検索視聴技術を導入した。
なお、従来型の携帯電話向けの配信サービスは『プロ野球24』と称している。NTTドコモとソフトバンクの一部の機種に対応しており、auの端末からは利用できない（通信容量に制限があるため）。
2024年3月からはPLAYとの共同開発により、テレビアプリをリリース。Android TVとAmazon Fire TVに対応した。

### 制作体裁
映像は、どの球団とも公式のものが使用されているため、以下の各テレビ中継と全く同じ映像が流れる。番組単位の概要や出演者についても、各番組の当該項目を参照のこと。
- 北海道日本ハムファイターズ『GAORAプロ野球中継』（GAORA）
- 東北楽天ゴールデンイーグルス、オリックス・バファローズ『J SPORTS STADIUM・野球好き』（J SPORTS）
- 埼玉西武ライオンズ『LIONS BASEBALL L!VE』（フジテレビTWO）
- 千葉ロッテマリーンズ『DRAMATIC BASEBALL・千葉ロッテマリーンズ戦』（日テレNEWS24）
- 福岡ソフトバンクホークス『HAWKS プロ野球中継』（スポーツライブ+）

交流戦（交流戦のカードのみ）
- 読売ジャイアンツ『DRAMATIC BASEBALL』（日テレG+）
- 阪神タイガース、Tigers-aiが製作した映像（『スカイA スタジアム』（スカイA）、『GAORAプロ野球中継』（GAORA）として放送）

備考
- 楽天　2011年までスカイ・Aスポーツプラス『スカイA スタジアム』、2012年は一旦1シーズンのみJ SPORTSに移るが、2013年と2014年は日テレプラス『日テレプラス プロ野球中継 楽天イーグルス HEAT! LIVE』に移行し、2015年にJ SPORTSに復帰。キャスティングは2011年までのスカイA放送時をそのまま引き継いでいる。一部の試合は『BS12 プロ野球中継』（ワールド・ハイビジョン・チャンネル）にも配信し、同じ内容を提供。
- 西武　2011年までJ SPORTSで配信（テレ朝グループのテレテックが関与していた）。2012年は、テレビ朝日に経営権を移した朝日ニュースターで配信。そのままテレ朝チャンネル2に移行し、2015年まで配信した。キャスティングは2011年までのJ SPORTS放送時を大半引き継いでいる。一部の試合は『BS12 プロ野球中継』にも配信し、同じ内容を提供。
- ロッテ・オリックス　2012年までJ SPORTS、2013・14年はFOXスポーツジャパン配給によりFOXスポーツ&エンターテインメント、FOXムービープレミアム、FOXチャンネルで放送。一部の試合は一部の試合は『BS12 プロ野球中継』にも配信し、同じ内容を提供。ただし2012年までのロッテ戦は映像は共通内容であったが、解説とアナウンサーは別々の出演者だった。
- ソフトバンク　2011年までJ SPORTS、2012年のみ日テレプラス『日テレプラス プロ野球中継 HAWKS Perfect Live』に一度移るが、2013年以降は『HAWKS BASEBALL PARK』としてFOXスポーツジャパンの配給によりFOXスポーツ&エンターテインメント、FOXムービープレミアム、FOXチャンネルで放送していたが、FOXスポーツ&エンターテイメントのチャンネル放送終了に伴い、2020年3月1日以降はスカパーJSAT直営のスポーツライブ+にて放送。キャスティングは、2011年までのJ SPORTSのメンバーをそのまま引き継いでいる。

## 沿革

### Yahoo! 時代
- 2004年 - Yahoo!動画（現在のGYAO!）にて、西武ライオンズ（現・埼玉西武ライオンズ）の主催ゲームを配信開始。ビットレートは759kbps。
- 2005年 - 福岡ソフトバンクホークスの主催ゲームを配信開始。
- 2006年 - 西武の試合配信を一旦終了。北海道日本ハムファイターズの主催ゲームを配信開始（シーズン途中から）。
- 2007年
  - 5月14日、現在の運営会社・パシフィックリーグマーケティング株式会社設立。
  - 東北楽天ゴールデンイーグルスと千葉ロッテマリーンズの主催ゲームを配信開始。
  - 画面の外周に枠が付き、映像が一回り小さくなった。また、イニング間にCMが挿入されるようになった。
- 2008年
  - ドコモ・ソフトバンクの従来型携帯電話向けの『プロ野球24』を提供開始。
  - オリックス・バファローズの主催ゲームを配信開始。また、西武主催ゲームの配信を再開。これにより、リーグ全6球団の中継がラインナップに出揃う。
  - この年には、「パ・リーグ 熱球ライブ！」という独自のサブタイトルが設定されていた。
  - 本拠地以外の地方にある球場で開催される試合を順次配信開始[注 3]。
- 2009年
  - 9月7日 - Yahoo!動画がGyaO!に統合されたため、Yahoo!スポーツ内のコンテンツとして編入。
  - この年にも、「パ・リーグ試合無料中継」という独自のサブタイトルが設定されていた。

#### 備考
試合中は常時1万件前後のアクセスを記録しており、多いときには6万件以上ものアクセスがあった。
視聴には、あらかじめP2Pのシステムを応用したアプリケーション『BBブロードキャスト』をダウンロードしておく必要だった。
これに加え、2008年からはWindows Media Playerを介して視聴する低画質版（同年は100kps、翌年以降は300kps）の配信も行われた。

### パ・リーグライブTV 時代
- 2010年 - Yahoo!動画のGyaO!への統合などの諸事情を受け、有料会員制の『パ・リーグライブTV』に移行。
- 2011年 - オープン戦を配信開始（一部を除く）。

### パ・リーグTV 時代
- 2012年3月1日 - サイト名の変更とバージョンアップを実施[4]。詳しくは前述。

- 2013年 - パシフィックリーグオフィシャルスポンサー（特別協賛）に就任したモブキャストが同サイトも協賛スポンサーとなり名称を「パ・リーグTV  Supported by Mobcast」に改める。またFOXで放送される二軍戦や、交流戦に限り巨人・阪神・中日（3試合のみ）の主催試合も見られるようになった（巨人戦は日テレオンデマンド、阪神戦は虎テレとの相互乗り入れとなり、当該サービスでは当該チームがビジターとなる交流戦が配信される）

- 2018年3月 - パーソル社が協賛スポンサーとなり、名称が「パーソル パ・リーグTV」に。開幕戦が行われる30日からはマルチアングル配信が行われている。
- 2020年8月10日 - アメリカのスポーツ専門チャンネル「FTF」と米国内でのライブ配信を前提としたパートナーシップ契約に合意[10]。
- 2022年7月12日 - サイトをパ・リーグ.comとして大幅リニューアルした。ライブ配信を視聴中に個人成績や各種データに加え、一球速報が閲覧できるようになった[11]。
- 2024年
  - 3月21日 - テレビアプリをリリース。リリース時点ではAndroid TVとAmazon Fire TVに対応している[9]。
  - 5月27日 - 交流戦に限り横浜DeNAベイスターズとの間で映像の相互利用を実施。これにより、パ・リーグTVと各パ・リーグ6球団のSNS並びにYouTubeではDeNA主催試合における切り抜き動画やハイライト映像を利用できるようになった（試合自体のライブ配信は実施しない）[12]。
  - 5月28日 -中南⽶・カリブ野球専⾨チャンネル「One Baseball Network」と中南⽶・カリブ国内における2024年のパ・リーグ主催試合放映・配信パートナーシップ契約に合意。

## その他
- 延長時間は、いずれのカードも最大で23時58分までに設定されている。
- 著作権の都合により、前述の各番組で使われているテーマソング、および球場内でBGMが流れている間は、音楽が被せられていた（2008年10月に解消）。また、楽天主催ゲームではあわせて実況と解説者の声もカットされていた（2008年4月中旬に解消）。
- 『パ・リーグライブTV』としてのサービス初日となった2010年3月20日（開幕戦）には、想定数以上のアクセス数があったために回線トラブルが発生した。
  - 救済措置として、3月中に加入申し込みを行った者向けに4月末まで無料配信の期間を延長し、また1試合ごとの購入者も視聴料金の返還ともう1試合を無料で視聴できるようになった。同年4月5日には再び回線トラブルが発生したため、無料配信はさらに期間が延長され、8月上旬まで行われていた。
- 2011年には東日本大震災が発生した影響により、西武およびロッテ主催試合の一部が平日のデーゲーム開催に変更されたため、一定期間のみ生中継に加え録画されたものも配信された。
- 2012年6月17日、回線トラブルでリアルタイムで見られない状況となった。
- 2015年10月には女子ゴルフトーナメントの『富士通レディース』を配信。『パ・リーグTV』がプロ野球以外のスポーツを配信したのはこれが初めてであった[13]。
- 2017年11月10日 - 11月12日、千葉ロッテ対チャイニーズ・タイペイ代表の親善試合を国内独占配信した[14]。

### YouTube
- パ・リーグTVはYouTubeチャンネル『(パーソル パ・リーグTV公式)PacificLeagueTV』を持っており、試合終了後にハイライトを中心に試合の中での特徴的なシーンや選手のベストシーン（バックのBGMは『Pump it Up!』）などが順次アップされている。また、オフシーズンにも様々な企画が配信されており、シーズンの珍プレー集や選手との対談などが企画されている。
- チャンネル内に投稿されている動画で最も視聴回数が多いのは2019年5月の福岡ソフトバンクホークス対東北楽天ゴールデンイーグルス戦にて、当時楽天の選手だった嶋基宏がキャッチャーフライを獲ろうとして、誤って球審を突き飛ばしてしまう動画で2025年4月時点で976万回再生されている[15][16]。
- 『(パーソル パ・リーグTV公式)PacificLeagueTV』は2022年6月11日にチャンネル登録者数100万人を突破。スポーツチームやリーグなどが運営する公式チャンネルとしては、日本で初めての快挙とされている。[17]

### グッズ
『パ・リーグTV Shop』を運営しており、オリジナルグッズが販売されている。
- 「パテレ行き」と書かれたタオルを販売している。これは、野球観戦の際にタオルを掲げて応援していると、パ・リーグTVの動画に採用してもらえる権利を得ることができるというもの。当初は、2022年6月にパ・リーグTVのYouTubeチャンネル登録者数100万人を記念した野球観戦チケットの限定グッズとして配布された。150組限定商品だったが1万人以上の応募があったため、2023年2月には期間限定販売を行ったものの、こちらもわずか1時間で完売[18]。2023年は各球団とコラボレーションをしたタオルが一般販売されている[19]。